# Euphorbia paganorum
Euphorbia paganorum är en törelväxtart som beskrevs av Auguste Jean Baptiste Chevalier. Euphorbia paganorum ingår i släktet törlar, och familjen törelväxter. Inga underarter finns listade i Catalogue of Life.